# Anax amazili
Anax amazili – gatunek ważki z rodziny żagnicowatych (Aeshnidae). Występuje na terenie Ameryki Środkowej, Ameryki Północnej, Ameryki Południowej i Karaibów.